# Карта залишкової нафтонасиченої (газонасиченої) товщини пласта
Карта залишкової нафтонасиченої (газонасиченої) товщини пласта (рос. карта остаточной нефтенасыщенной (газонасыщенной) толщины пласта; англ. map of residual oil (gas) saturated thickness of field; нім. Karte f der Resterdöl(erdgas)sättigung f der Formationsdichte — карта, яка характеризує в ізолініях ефективну товщину пласта (експлуатаційного об'єкта) між його покрівлею і поточним контактом нафти (газу) з витісняючим аґентом.